# 4526 Конко
4526 Конко (4526 Konko) — астероїд головного поясу, відкритий 22 травня 1982 року.
Тіссеранів параметр щодо Юпітера — 3,348.